# Hamlet (film, 1967)
A Hamlet 1967-ben bemutatott magyar animációs film, amely William Shakespeare drámája alapján készült. Az animációs filmet Kovásznai György írta és rendezte, a zenéjét Szörényi Levente és az Illés zenekar szerezte.
A film a Pannónia Filmstúdióban készült.

## Cselekmény
A film szavak nélkül, könnyedén és virtuózan odadobott rajzanimációval játssza le a dán királyfi tragikus történetét.

## Alkotók
- Elbeszélő: Orbán Tibor
- Írta, rendezte és rajzolta: Kovásznai György
- Zenéjét szerezte: Szörényi Levente és az Illés zenekar
- Operatőr: Kiss Lajos
- Hangmérnök: Bélai István
- Vágó: Czipauer János
- Színes technika: Boros Magda, Dobrányi Géza, Kun Irén
- Gyártásvezető: Kunz Román

Készítette a Pannónia Filmstúdió